# Industrias lácteas asturianas
Industrias lácteas asturianas (Ilas) es una empresa asturiana situada en la parroquia asturiana de Anleo en el concejo de Navia, España.

## Historia
En 1960 Francisco Rodríguez, actual presidente, y Pablo Mayoral ponen 150.000 pesetas cada uno para fundar la empresa. Se deciden por instalar la primera factoría en el local anteriormente ocupado por un salón de baile. Se escoge la localidad de Anleo al ser la única población de la zona en tener línea de teléfono.
La fábrica de siete trabajadores comienza a elaborar queso de Camembert continuando su crecimiento hasta nuestros días

## Productos
- Leche: Leche y leche en polvo
- Queso: Fabrica diferentes tipos de quesos Camembert, Gouda, Brie, Fontina, Manchego, Edam o queso en polvo
- Mantequilla: Fabrica mantequilla, mantequilla light, etc.
- Suero desmineralizado.

## Filiales
- Old Europe Cheese, Inc. Míchigan (EUA): Capacidad de producción de 100.000 litros al día y allí se tratan quesos de pasta blanda y de pasta prensada
- ILAS México, Chihuahua (México): Tiene una capacidad de producción de 300.000 litros de suero desmineralizado al día.
- Beijing Evergreen Dairy Products (China): Fábrica dedicada a la producción de leche en polvo, leche líquida, mantequilla, batidos, yogures líquidos y helados.
- Le Chèvrefeuille (Francia): Capacidad de 20.000 litros al día, y en ella se elaboran quesos de cabra.
- Industrias queseras del Guadarrama S.L. (Madrid)
- Lácteas Castellano Leonesas S.A. Fresno de la Ribera (Zamora) Queso Zamorano, queso tradicional, queso burgos y queso crema.

Así mismo posee factorías en Polonia, Argentina o Portugal.